# Enrico Caruso
Pour les articles homonymes, voir Caruso (homonymie).
Répertoire
- Fedora (Giordano)
- Aida, Rigoletto et La traviata (Verdi)
- La Bohème et Madame Butterfly (Puccini)
- I pagliacci (Leoncavallo)
- Cavalleria rusticana (Mascagni)

Enrico Caruso est un ténor italien, né le 25 février 1873 à Naples et mort le 2 août 1921 dans la même ville. Il est considéré par de nombreux critiques comme le plus grand chanteur d'opéra de tous les temps.

## Biographie

### Origine familiale
Élevé à Naples dans une famille pauvre de sept enfants, il fait d'abord partie de la chorale de sa paroisse. Comme son père, à l'âge de 10 ans, il commence à travailler comme mécanicien, puis comme ouvrier dans une fabrique de tissu. Il passe ses moments libres à interpréter des chansons populaires dans les restaurants de la ville.

### Débuts
Il suit les cours de Guglielmo Vergine pendant trois ans, et même si Caruso maîtrise mieux la technique vocale, il a encore du mal à déchiffrer une partition, ne sait jouer d'aucun instrument et continue à chanter essentiellement « d'oreille » (c'est-à-dire par cœur).
En 1895, à 22 ans, Caruso fait ses débuts dans L'Amico Francesco, un opéra de Domenico Morelli. Il y est repéré par des impresarios et se voit confier rapidement les premiers rôles dans Cavalleria rusticana de Pietro Mascagni, Faust de Charles Gounod, Rigoletto et La traviata de Giuseppe Verdi,.

### Premiers succès et premier amour
En 1897, il se prend de passion pour la soprano Ada Giachetti-Botti (1874-1946), sa partenaire dans La traviata et La Bohème de Giacomo Puccini à l'Opéra de Livourne. Celle-ci quitte le domicile conjugal pour vivre avec Caruso. Le couple aura par la suite, hors mariage, deux garçons : Rodolfo (1898-1951) et Enrico (1904-1987).
Le 17 novembre 1898, Caruso crée Fedora, un opéra d'Umberto Giordano sous la direction du compositeur lui-même. La représentation obtient un grand succès et Caruso est assailli de nouvelles propositions de contrats. Son expérience de la scène et de nouveaux cours de chant pris auprès de Vincenzo Lombardi lui permettent de progresser encore, au point de susciter l'admiration de Puccini qui lui fait passer une audition, et de Toscanini qui l'engage en 1900 pour interpréter La Bohème à la Scala de Milan.
Sa voix chaude et puissante lui vaut une réputation qui dépasse les frontières. Caruso chante à Covent Garden à Londres en 1902, donne des concerts aux États-Unis et se permet même de chanter sans microphone au Yankee Stadium de New York.
Il est l'une des premières vedettes de l'enregistrement phonographique, ce qui lui assure la reconnaissance d'un plus large public. Son premier enregistrement est réalisé sur un gramophone le 11 avril 1902 dans une chambre d'hôtel de Milan. De nombreux autres suivront : on compte aujourd'hui 488 disques, pratiquement tous produits par RCA Victor, qui lui ont rapporté plus de deux millions de dollars. « Ses enregistrements ont fait de Caruso un modèle universel pour des générations de ténors, et sa réputation a joué un rôle majeur dans le succès social et économique du phonographe », écrit le New York Times. Il enregistre ainsi un grand nombre d'airs ou de chansons traditionnelles parmi lesquels Una furtiva lagrima (L'elisir d'amore), Addio a Napoli, Cuba, Rachel, quand du seigneur (La Juive), Celeste Aida (Aida), Amore o grillo (Madame Butterfly) avec Antonio Scotti, Vesti la giubba (I pagliacci) qui sera l'un de ses principaux succès, et Libiamo ne' lieti calici (La traviata) avec Alma Gluck. Il chante en français, en espagnol, en anglais, en italien et en latin. Partout où il passe, c'est un triomphe.

### Apogée de sa carrière
Les concerts américains marquent l'apogée de la carrière de Caruso. En 1903, il est acclamé par la critique pour son rôle dans Rigoletto au Metropolitan Opera de New York. La salle devient sa scène préférée : il y crée plusieurs grands rôles de ténor. Les journaux le surnomment alors « le Grand Caruso » (« The Great Caruso »). En 1906, alors qu'il joue Carmen à San Francisco, il doit quitter précipitamment la ville à la suite du tremblement de terre qui ravagea celle-ci.
Sa liaison avec Ada s'envenime. Il lui interdit de continuer sa carrière de chanteuse. Elle refuse de l'accompagner dans une nouvelle tournée aux États-Unis. En 1908, Ada part et refait sa vie avec leur chauffeur Cesare Romati.
Caruso poursuit sa carrière mais il est de plus en plus souvent victime de problèmes de santé. Gros fumeur, il est sujet à de nombreuses bronchites, angines et migraines. Il retourne à Milan en 1909 pour subir une intervention chirurgicale à la suite de l'apparition d'un nodule sur une corde vocale.
Pour échapper à la guerre, il entame une tournée en Amérique du Sud de 1917 à 1919, participant à une collecte de fonds en faveur des alliés. Il rencontre alors la jeune américaine Dorothy Park Benjamin (1893–1955) qu'il épouse en 1918, et avec qui il aura une fille, Gloria (1919–1999).

### Dernières années
En 1920, il chante Aida à La Havane (Cuba), pour dix mille dollars (un peu moins de 140 000 $ en 2021). Les billets se vendent jusqu'à 35 dollars, une fortune à l'époque (480 dollars en 2021), ce qui suscite la colère du public. Le soir de la première représentation, la salle est la cible d'un attentat à la bombe.
Sa santé se détériore à partir de 1920. Victime d'une pleurésie et d'une infection généralisée, il subit six opérations en trois mois. Puis, le 3 décembre 1920, il se blesse au rein gauche lors d'une représentation de Samson et Dalila de Saint-Saëns au Metropolitan Opera. Il retourne alors à Naples, où il meurt dune péritonite le 2 août 1921, à l'âge de 48 ans. L'Italie décrète un deuil national. Il est inhumé à Naples dans une chapelle à son nom.
Un concert solennel est donné au Teatro Argentina à Rome en son souvenir. Le poète Orazio Marcheselli, de Milan, des artistes tels que la soprano Celestina Boninsegna et le ténor Umberto Macnez s'y font entendre. La recette est destinée à une œuvre de protection des artistes lyriques.

### Postérité

#### Hommages
Lucio Dalla lui rend hommage en 1986 avec sa chanson Caruso.
Le 19 décembre 2007, la Bibliothèque-Musée de l'Opéra de Paris a exposé des urnes de plomb scellées en 1907 et contenant des enregistrements de Caruso légués par Alfred Clark, président de la Compagnie française du gramophone.
Depuis 2013, un cratère de la planète Mercure est nommé Caruso en son honneur. L'astéroïde (37573) Enricocaruso a également été nommé en son honneur.
La sauce Caruso est créée en l'honneur du ténor.

## Galerie

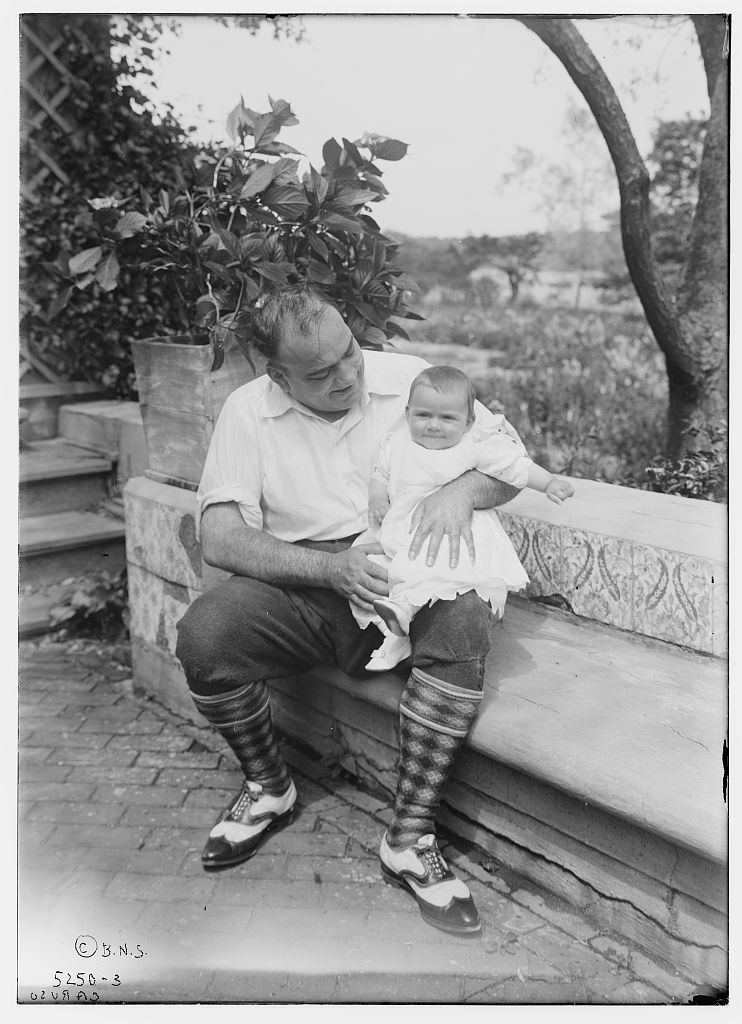
Caruso et sa fille Gloria en 1919.
Caruso et sa femme Dorothy.
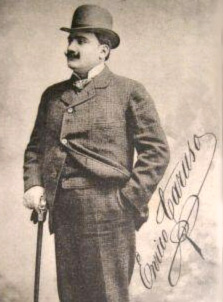
carte postale d'Enrico Caruso par Giacomo Brogi.
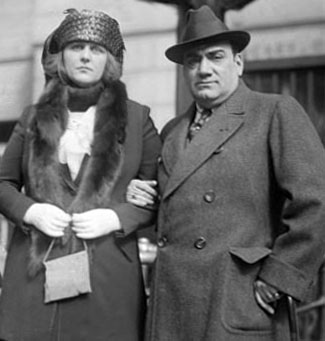
Caruso et son épouse, Dorothy.
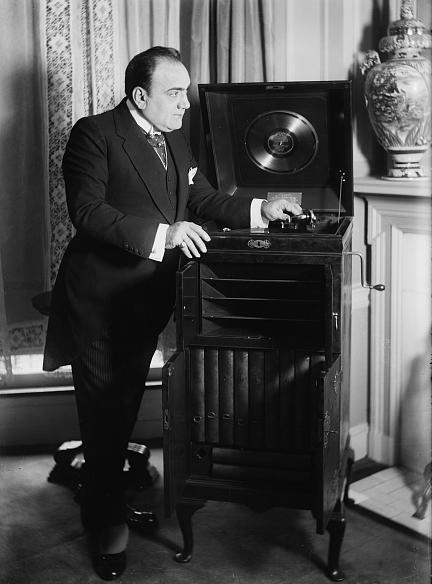
Caruso pose aux côtés d'un phonographe.
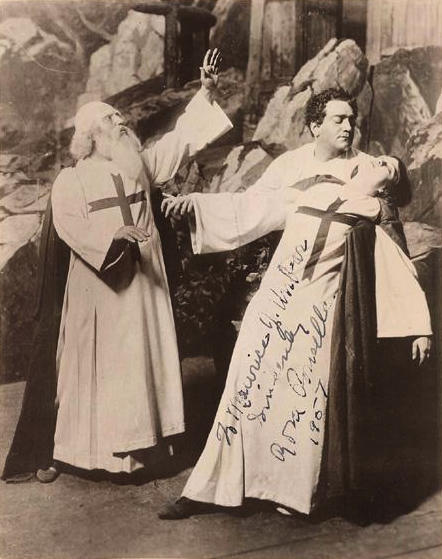
Jose Mardones, Enrico Caruso, et Rosa Ponselle dans La forza del destino, opéra de Giuseppe Verdi.
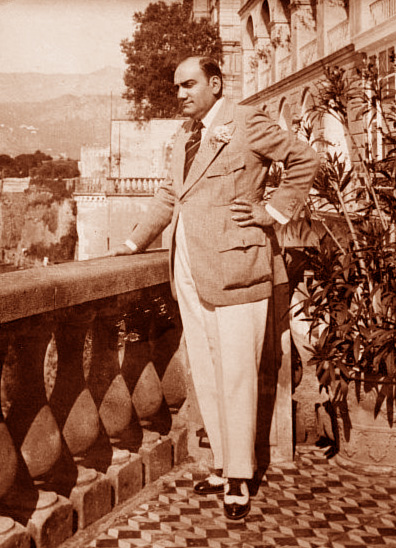
Enrico Caruso à l'Hôtel Vittoria à Sorrente, quelques jours avant sa mort.
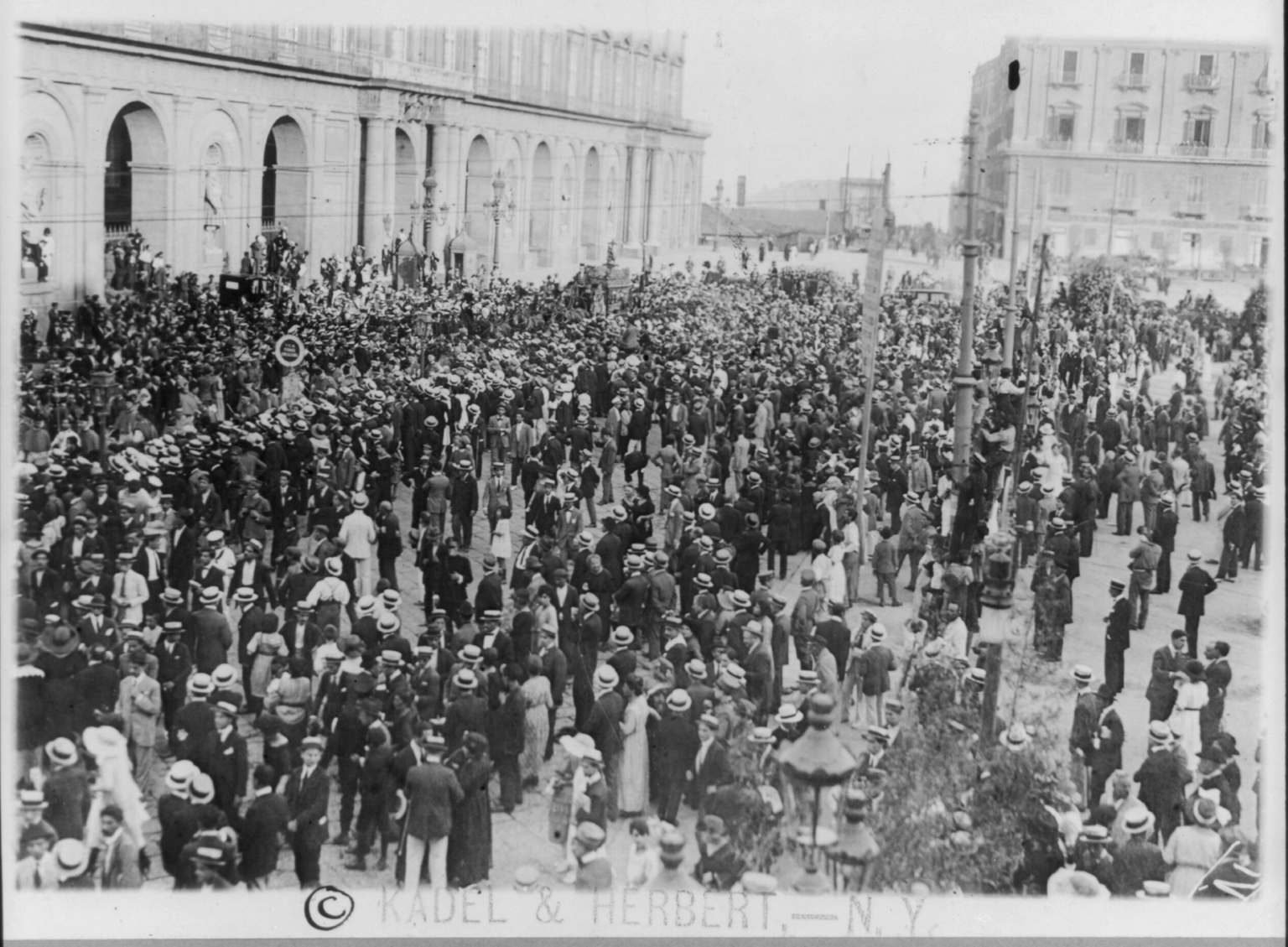
Enrico Caruso, funérailles à l'église San Francisco de Paulo à Naples.